# 朱晓进
朱晓进（1956年12月—），男，江苏靖江人，南京师范大学教授，中国民主促进会会员，现任江苏省政协副主席，南京师范大学副校长。

## 生平
1981年、1984年先后获北京大学文学学士学位和文学硕士学位；1997年获南京大学文学博士学位。